# Santa Rita (Paraíba)
Santa Rita est une ville brésilienne du littoral de l'État de la Paraíba. Elle se situe par une latitude de 07° 06′ 50″ sud et par une longitude de 34° 58′ 40″ ouest, à une altitude de 16 mètres. Sa population était estimée à 122 454 habitants en 2007. La municipalité s'étend sur 727 km2.
Elle fait partie de la région métropolitaine de João Pessoa.